# カール・マローン賞
カール・マローン・パワーフォワード年間最優秀選手賞 (英語: Karl Malone Power Forward of the Year Award)は、ネイスミス記念バスケットボール殿堂から毎年、男子カレッジバスケットボール選手のその年に最も優れたパワーフォワードに贈られる賞である。この賞は、2004年に設立されたボブ・クージー賞の成功を受け、2015年に開催された「カレッジ・バスケットボール・アワード」の初回ショーの一環として新設された4つの賞の1つである。また賞名は、NBAオールスターに14回、オールNBAファーストチームに11回選出されたカール・マローンにちなんで名づけられた。第1回の受賞者はモントレズ・ハレル。

## 歴代受賞者

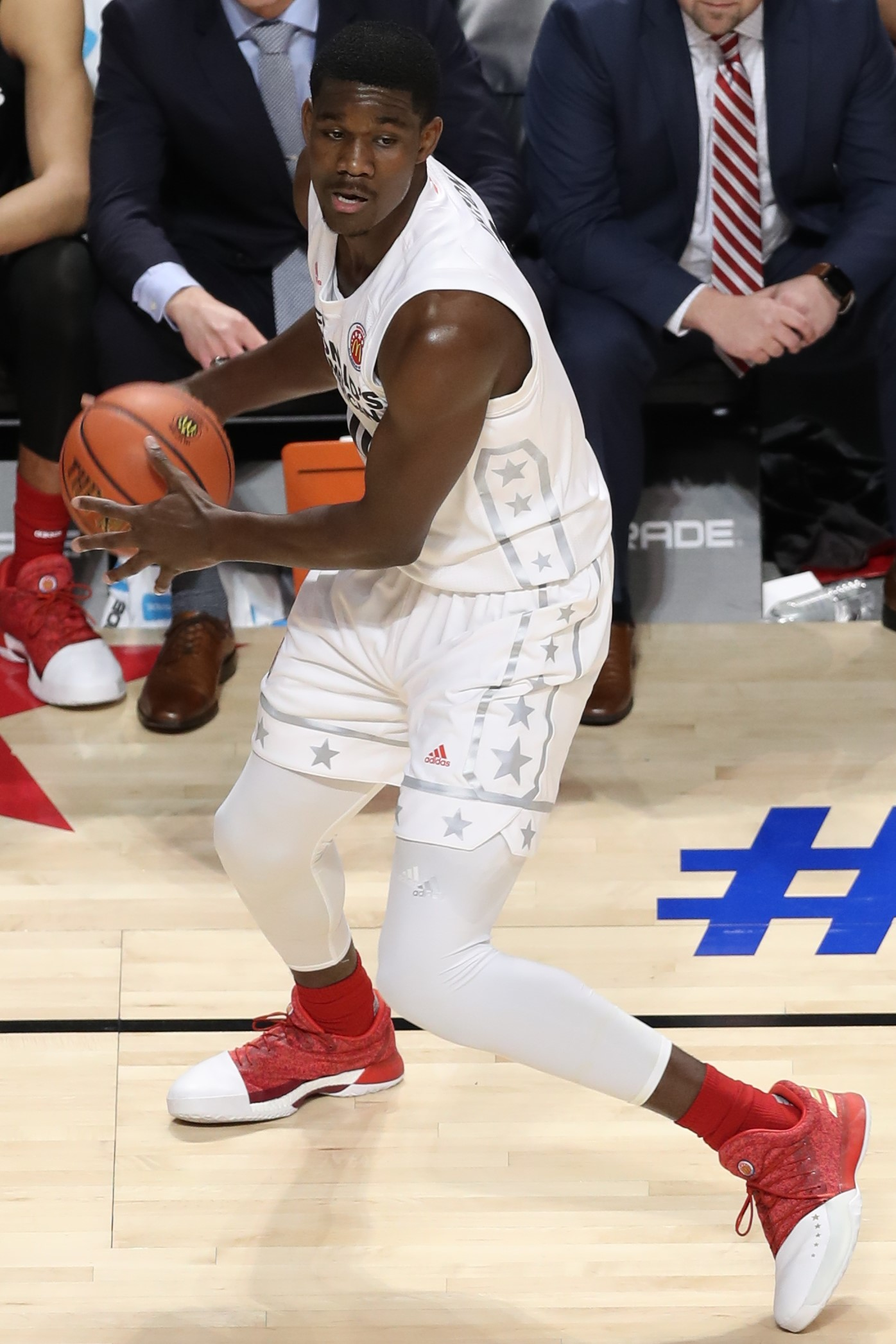
ディアンドレ・エイトン (2018年度受賞)

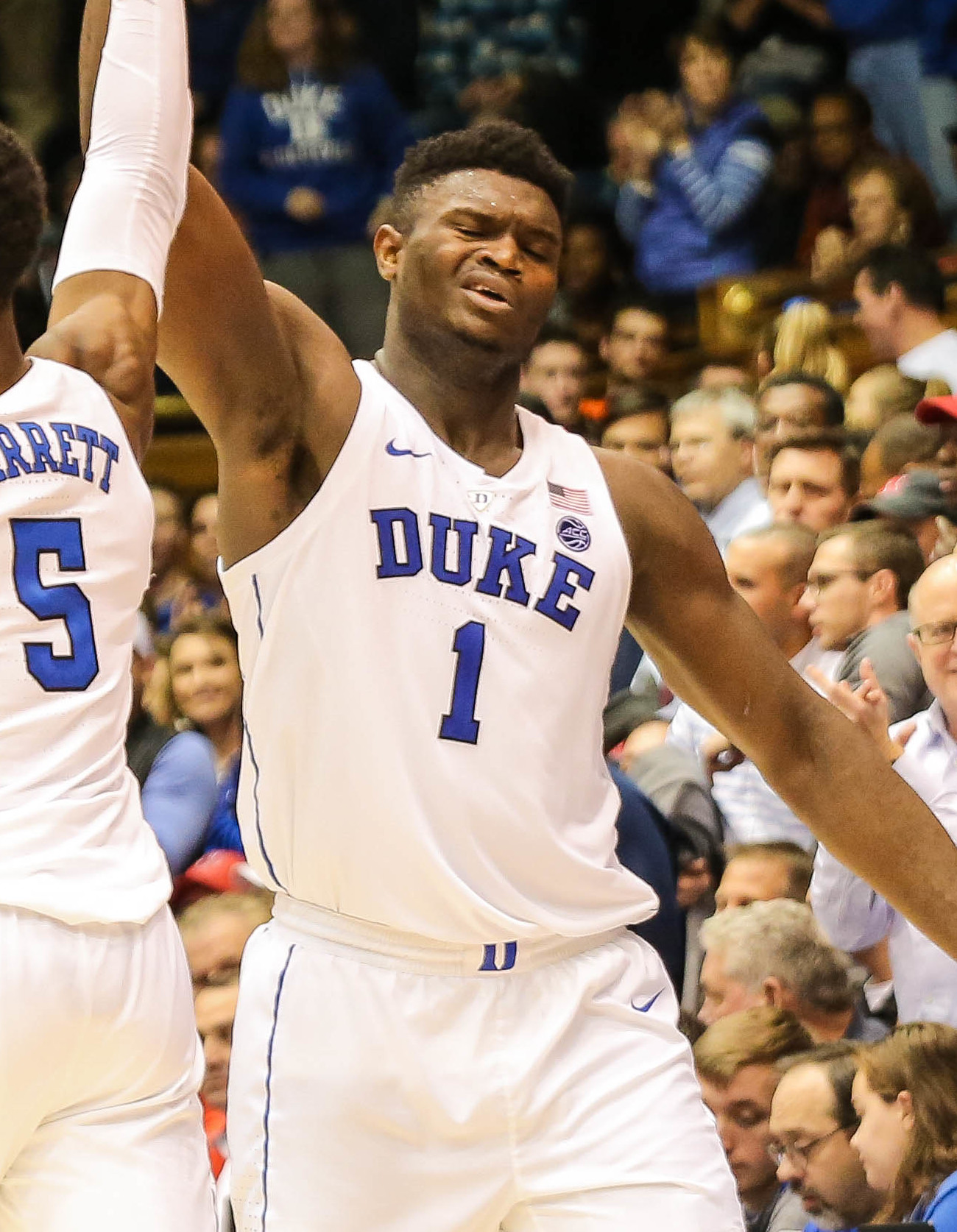
ザイオン・ウィリアムソン (2019年度受賞)

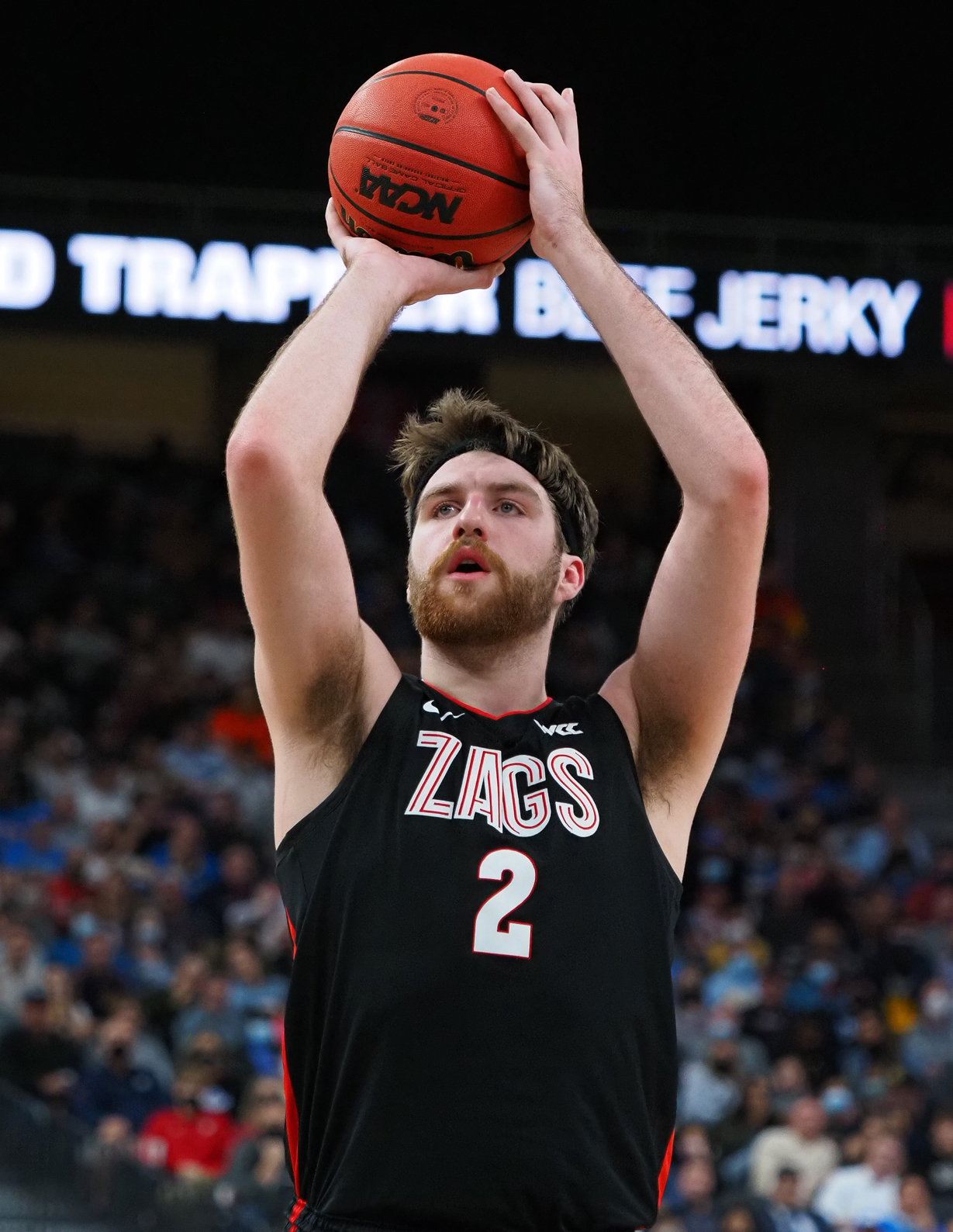
ドリュー・ティミー (2021年度受賞)

| *        | ネイスミス・カレッジ年間最優秀選手賞, ジョン・R・ウッデン賞同時受賞者 |
| 選手 (X) | 括弧内は受賞回数                                                      |

| シーズン | 選手                           | 学校                 | 学年           | 参照  |
| -------- | ------------------------------ | -------------------- | -------------- | ----- |
| 2014–15  | モントレズ・ハレル             | ルイビル             | ジュニア       |       |
| 2015–16  | ジョージ・ニアン               | アイオワステート     | シニア         |       |
| 2016–17  | ジョナサン・モトリー           | ベイラー             | ジュニア       |       |
| 2017–18  | ディアンドレ・エイトン         | アリゾナ             | フレッシュマン |       |
| 2018–19  | ザイオン・ウィリアムソン*      | デューク             | フレッシュマン | [ 4 ] |
| 2019–20  | オビ・トッピン*                | デイトン             | ソフォモア     |       |
| 2020–21  | ドリュー・ティミー             | ゴンザガ             | ソフォモア     | [ 5 ] |
| 2021-22  | キーガン・マレー               | アイオワ             | ソフォモア     |       |
| 2022-23  | トレイス・ジャクソン＝デイビス | インディアナ         | シニア         |       |
| 2023-24  | ジェイドン・リディー           | サンディエゴステート | グラジュエート |       |
| 2024-25  | ジュニ・ブルーム               | オーバーン           | シニア         |       |

## 大学別受賞回数
| 大学                 | 受賞回数 | 年度 |
| -------------------- | -------- | ---- |
| アリゾナ大学         | 1        | 2018 |
| オーバーン大学       | 1        | 2025 |
| ベイラー大学         | 1        | 2017 |
| デイトン大学         | 1        | 2020 |
| デューク大学         | 1        | 2019 |
| ゴンザガ大学         | 1        | 2021 |
| インディアナ大学     | 1        | 2023 |
| アイオワ大学         | 1        | 2022 |
| アイオワ州立大学     | 1        | 2016 |
| ルイビル大学         | 1        | 2015 |
| サンディエゴ州立大学 | 1        | 2024 |